# Aanslagen in Casablanca op 16 mei 2003
De aanslagen in Casablanca waren een aantal zelfmoordaanslagen met behulp van bommen op 16 mei 2003, in Casablanca, Marokko. Hierbij kwamen 33 burgers en twaalf terroristen om. Het waren de meest dodelijke terroristische aanslagen in de geschiedenis van Marokko. De aanvallen vonden plaats vier dagen na een aanval op een drietal compounds waar veel westerlingen wonen in Riyad (Saoedi-Arabië), waarbij 27 mensen omkwamen.

## Beschrijving van de gebeurtenissen
Op 16 mei bereidden veertien leden van de Noord-Afrikaanse terroristische groep Salafia Jihadia zich voor op de aanslagen. Ze waren van plan om westerse en joodse doelen in het drukke toeristische centrum van Casablanca aan te vallen. De veertien terroristen, waarvan de meesten tussen 20 en 24 jaar oud waren, sloegen toe op de avond van de 16e mei. Ze droegen granaten en explosieven. Er waren de volgende aanvallen:
- Enkelen terroristen sneden de keel door van een bewaker van het restaurant Cafe de España, een Spaanse eetgelegenheid in de stad. Zij bliezen zich vervolgens op in het gebouw, waarbij twintig mensen omkwamen, die daar aan het dineren en bingo spelen waren. Dit was de aanslag met de meeste slachtoffers.
- Terroristen vielen het vijfsterrenhotel Hotel Farah aan, waarbij een bewaker en een portier omkwamen.
- Een terrorist doodde drie moslims, terwijl hij een joods kerkhof probeerde aan te vallen. Hij was op ongeveer 150 meter afstand van het kerkhof, waarschijnlijk verdwaald, zodat hij zich opblies bij een fontein.
- Twee terroristen vielen een joods gemeenschapscentrum aan. Daarbij werd niemand gedood, doordat het gebouw bij het begin van de Sjabbat op vrijdagavond gesloten was en leeg. Het zou de volgende dag (Sjabbat) vol met mensen zijn geweest.
- Een terrorist viel een Italiaans restaurant met een joodse eigenaar aan; een andere blies zich op bij het Belgische consulaat ernaast, waarbij twee politiemensen omkwamen. Waarschijnlijk hadden ze echter een ander doel op het oog.

In totaal kwamen twaalf daders om en 33 slachtoffers. Twee terroristen werden gearresteerd voordat zij aanvallen konden uitvoeren. Meer dan 100 mensen raakten gewond. Acht van de doden waren Europeanen, waaronder drie Spanjaarden. De overigen waren Marokkanen, waarover vele moslims woedend waren.

## Veroordelingen en gezochten
Na de aanslagen kwam de Marokkaanse Dienst voor Nationale Veiligheid op grote schaal in actie. Er werden tweeduizend verdachte moslimextremisten opgepakt. Daarop volgden 1200 rechtszaken met zevenhonderd veroordelingen, ook tegen verdachten die op het oog niets met de aanslagen te maken hadden, maar die bijvoorbeeld werden bestempeld als geestelijk leiders die de terroristen hadden geïnspireerd met opruiende donderpreken tegen de 'ketterse' Marokkaanse staat. Anderen werden veroordeeld omdat zij koning Mohammed niet erkenden als leider van de gelovigen in Marokko. 
Op 19 augustus 2003 veroordeelde een rechtbank in Casablanca vier mannen die betrokken waren bij de aanslagen ter dood. Drie van dezen zagen op het laatste moment af van hun daad. De vierde werd gezien als leider van Salafia Jihadia. Zevenentachtig andere verdachten, die allemaal lid waren van de radicale moslimbeweging Salafia Jihadia, kregen celstraffen variërend van tien maanden tot levenslang. 
Imam Mohamed Abbadi was onder de gestraften en kreeg twee jaar gevangenisstraf. 
Abdelkarim el-Mejjati wordt door Marokko beschouwd als een voortvluchtige terrorist en zou in verband staan met de aanslag. Hij komt voor op een in Amsterdam aangetroffen videoband die gebruikt zou worden bij de werving van jihadstrijders.
Na de aanslagen in Londen in 2005 bleek dat de Britse geheime dienst op zoek is naar Mohammed al-Gerbouzi, 45 jaar oud en vader van zes kinderen. Deze man heeft een Brits paspoort en wordt verdacht van de aanslagen in Casablanca en Madrid. De aanslagen in Londen van juli 2005 vertonen grote gelijkenissen met de aanslagen in Marokko. Grebouzi is sinds april 2005 uit zijn appartement verdwenen.

## Motief en reacties
Het motief achter de aanslagen was waarschijnlijk het feit dat Marokko historisch gezien goede relaties heeft met joden. Een ander motief was de Amerikaanse invasie in Irak.
Wereldleiders veroordeelden de aanvallen. Koning Mohammed VI van Marokko reisde langs de plaatsen waar de aanslagen hadden plaatsgevonden en werd toegejuicht door grote menigten. Mohammed VI heeft een proces van democratisering in Marokko in gang gezet. Het vermoeden bestaat dat Salafia Jihadia, een groep die in verband wordt gebracht met al Qaida de terroristen heeft uitgestuurd.
Door de onbekwame voorbereiding en de vergissingen van de terroristen werden waarschijnlijk tientallen levens gespaard. Op 19 maart 2004 arresteerde de Belgische politie een verdachte die werd gezocht door de regering van Marokko in verband met de aanslagen.
Bij de latere arrestatie van een verdachte in Madrid bleek dat er verband bestaat tussen de aanslagen in Casablanca en de aanslagen op de forenzentreinen in Madrid op 11 maart 2004.